# Hohenwestedt
Hohenwestedt (plattysk: Wiste') er en by i det nordlige Tyskland, beliggende under Rendsborg-Egernførde i delstaten Slesvig-Holsten.
Byen ligger cirka 23 km syd for Rendsborg, 25 km vest for Neumünster og 40 km sydvest for Kiel. Dens indbyggertal er på knap 5.000 [kilde mangler] og den har et areal på 18,18 kvadratkilometer.
De 400 virksomheder i Hohenwestedt giver 2.500 jobs, hvilket gør byen til det økonomiske centrum for de omkringliggende kommuner, hvis børn også går i de tre skoler.

## Venskabsbyer
- Billund, Danmark
- Müncheberg, Landkreis Märkisch-Oderland

- Wikimedia Commons har flere filer relateret til Hohenwestedt